# 博氏大鮈鱥
博氏大鮈鱥（學名：Macrhybopsis boschungi），為輻鰭魚綱鯉形目雅羅魚科的其中一種，分布於北美洲美國阿拉巴馬州莫比爾河下游和密西西比州東北部淡水流域，種名boschungi是以已故阿拉巴馬大學生物學榮譽教授Herbert T. Boschung 博士的名字命名，因其多年來對美國東南部魚類學，特別是阿拉巴馬州做出的許多貢獻，本魚體細長且側扁，大眼睛，體長可達4.7公分，棲息在沙石底質、水流快速的溪流底中層水域，生活習性不明。